# Nicolas Moumi Ngamaleu
Nicolas Brice Moumi Ngamaleu (* 9. července 1994, Yaoundé, Kamerun) je kamerunský fotbalový záložník a reprezentant, od roku 2022 hráč ruského klubu FK Dynamo Moskva. Hraje na pozici ofenzivního záložníka.

## Klubová kariéra
- Musango Yaoundé (mládež)
- Canon Yaoundé 2011–2013
- Coton Sport FC de Garoua 2013–2016[1]
- SC Rheindorf Altach 2016–2017[1]
- BSC Young Boys 2017–2022[2]
- FK Dynamo Moskva 2022–současnost[2]

## Reprezentační kariéra
V A-mužstvu Kamerunu debutoval debutoval v roce 2015.
Zúčastnil se Konfederačního poháru FIFA 2017 v Rusku.